# Cantone di Chambord
Il Cantone di Chambord è una divisione amministrativa dell'Arrondissement di Blois e dell'Arrondissement di Romorantin-Lanthenay.
È stato costituito a seguito della riforma approvata con decreto del 21 febbraio 2014, che ha avuto attuazione dopo le elezioni dipartimentali del 2015.

## Composizione
Comprende i 23 comuni di:
- Bauzy
- Bracieux
- Chambord
- Courmemin
- Crouy-sur-Cosson
- Dhuizon
- La Ferté-Beauharnais
- La Ferté-Saint-Cyr
- Fontaines-en-Sologne
- Huisseau-sur-Cosson
- La Marolle-en-Sologne
- Maslives
- Montlivault
- Mont-près-Chambord
- Montrieux-en-Sologne
- Neung-sur-Beuvron
- Neuvy
- Saint-Claude-de-Diray
- Saint-Dyé-sur-Loire
- Saint-Laurent-Nouan
- Thoury
- Tour-en-Sologne
- Villeny